# Pleurodiscus balmei
Pleurodiscus balmei är en snäckart som först beskrevs av Valéry Louis Victor Potiez och Gaspard Louis André Michaud 1838.  Pleurodiscus balmei ingår i släktet Pleurodiscus och familjen Pleurodiscidae. Inga underarter finns listade i Catalogue of Life.